# Haitianisch-panamaische Beziehungen
Die Haitianisch-panamaischen Beziehungen beschreiben das bilaterale Verhältnis zwischen der Republik Haiti einerseits und Panama andererseits.
Beide Länder sind Mitglieder der Vereinten Nationen, der Organisation Amerikanischer Staaten und der 2011 gegründeten Gemeinschaft der Lateinamerikanischen und Karibischen Staaten (CELAC). Panama ist seit 2018 durch einen Botschafter bei der Karibischen Gemeinschaft (CARICOM) vertreten, deren Vollmitglied Haiti ist. 

## Geschichte und Stand
Haiti erlangte die Unabhängigkeit von der früheren Kolonialmacht Frankreich bereits im Jahr 1804, während Panama sich im Jahr 1821 von Spanien lossagte, Teil von Großkolumbien unter Simón Bolívar wurde und im Jahr 1903 nach dem Krieg der Tausend Tage die staatliche Unabhängigkeit erlangte.
Beide Länder vereinbarten am 11. Oktober 1945 die Aufnahme diplomatischer Beziehungen und unterhalten Botschaften in dem jeweils anderen Land.
Im April 2019 verband der haitianische Präsident Jovenel Moïse seine Teilnahme am Global Business Forum (GBF) über Lateinamerika mit einem bilateralen Besuch in Panama.
Der haitianische Präsident Michel Martelly begrüßte im Februar 2014 den Präsidenten von Panama, Ricardo Martinelli, zu dem ersten Staatsbesuch aus Panama in Port-au-Prince.
In Haiti besteht eine bilaterale Handelskammer beider Länder (Chamber of Commerce and Industry Haitiano-Panamanian; CCIHP), die im November 2015 zusammen mit der Botschaft Panamas den 70. Jahrestag der Aufnahme diplomatischer Beziehungen mit einer Veranstaltung begehen wollte. Wegen politischer Unruhen im Land musste das Vorhaben abgesagt werden.
Panama ist ein Ziel illegaler Migration von Haitianern, die versuchen, über Mittelamerika in die Vereinigten Staaten und nach Kanada zu gelangen. Allein in den ersten neun Monaten des Jahres 2021 wurde die Anzahl der Flüchtlinge auf über 85.000 geschätzt.
Der panamaische Außenminister Javier Martínez-Acha erklärte im November 2024, dass sein Land bereit sei, bewaffnete Kräfte nach Haiti zu entsenden, um die Wiederherstellung von Sicherheit und Ordnung zu unterstützen.